# Aristion (Märtyrer)
Aristion (griech. Αριστίων, wörtlich: Tüchtiger) war nach den griechischen Menäen einer der 72 Jünger Jesu in der Frühkirche. Er lebte in Kleinasien und war Zeitgenosse des Kirchenvaters Papias und Johannes des Presbyters.

## Zur Person
Über die Herkunft des Aristion ist nichts bekannt, der Überlieferung nach wurde er auf der Insel Kypros geboren.
Papias gibt eine wichtige Information über Aristion: „Kam einer, der den Älteren gefolgt war, dann erkundigte ich mich nach den Lehren der Älteren und fragte: Was sagte Andreas, was Petrus, was Philippus, was Thomas oder Jakobus, was Johannes oder Matthäus oder irgendein anderer von den Jüngern des Herrn, und schließlich was sagen auch Aristion und der Presbyter Johannes, die ebenfalls Jünger des Herrn sind.“
Papias hatte seine Informationsquellen von den Presbytern Aristion oder/und Johannes, die Jünger Jesu waren, was man wörtlich verstehen kann, da Jesus nicht nur die zwölf Apostel als seine Schüler und Anhänger hatte, sondern auch andere Jünger. Es könnte aber auch gemeint sein, dass diese beiden Schüler der Apostel waren.
Johannes der Presbyter und Aristion waren somit Zeitgenossen des Papias und Christen der frühen Kirche.
Eine weitere Erwähnung von Aristion findet sich noch in der Randnotiz einer armenischen Minuskelhandschrift aus dem 10. Jh. an der Textstelle zum ursprünglichen Schluss von Markus 16,8, worin der Name „der Presbyter Aristion“ hervorgeht und anschließend eine lange Schlussvariante zu Markus hinzugefügt wird.

## Gedenktag
Er wird als Heiliger verehrt; sein Gedenktag ist der 22. Februar.  Er starb offenbar als Märtyrer um das Jahr 100 n. Chr. in Salamis.